# Urbana (Ohio)
Urbana és una població dels Estats Units a l'estat d'Ohio. Segons el cens del 2000 tenia 11.613 habitants.

## Demografia
Segons el cens del 2000, Urbana tenia 11.613 habitants, 4.859 habitatges, i 2.998 famílies. La densitat de població era de 657,4 habitants per km².
Dels 4.859 habitatges en un 29% hi vivien nens de menys de 18 anys, en un 46,2% hi vivien parelles casades, en un 11,8% dones solteres, i en un 38,3% no eren unitats familiars. En el 33,4% dels habitatges hi vivien persones soles el 13,1% de les quals corresponia a persones de 65 anys o més que vivien soles. El nombre mitjà de persones vivint en cada habitatge era de 2,29 i el nombre mitjà de persones que vivien en cada família era de 2,92.
Per edats la població es repartia de la següent manera: un 23,7% tenia menys de 18 anys, un 9,8% entre 18 i 24, un 27,9% entre 25 i 44, un 22,4% de 45 a 60 i un 16,2% 65 anys o més.
L'edat mediana era de 37 anys. Per cada 100 dones de 18 o més anys hi havia 83,6 homes.
La renda mediana per habitatge era de 33.702 $ i la renda mediana per família de 42.857 $. Els homes tenien una renda mediana de 33.092 $ mentre que les dones 26.817 $. La renda per capita de la població era de 17.831 $. Aproximadament el 7,2% de les famílies i el 10,9% de la població estaven per davall del llindar de pobresa.

## Poblacions més properes
El següent diagrama mostra les poblacions més properes.